# Sanshikan
Le Sanshikan (三司官), ou Conseil des trois, est un organe gouvernemental du royaume de Ryūkyū, qui se développe à l'origine à partir d'un conseil de régents.

## Histoire
Le Conseil est créé en 1556 quand le jeune Shō Gen, qui est muet, accède au trône de Ryūkyū. Le conseil des régents, formé afin de relever ce défi et de gérer le pays au nom du roi, se transforme rapidement en un organe de gouvernement établi et puissant. Shō Gen meurt en 1571, mais le Conseil demeure, agissant aux côtés des rois successifs dans la gestion des affaires du gouvernement. En fait, les « articles souscrits par les conseillers du roi », qui lient le gouvernement royal en fidélité et en servitude au daimyo japonais de Satsuma, interdisent explicitement au roi de « confier la conduite des affaires publiques dans les îles à des personnes autres que San-shi-kuan  ».
Au fil du temps, le sanshikan éclipse le pouvoir et le prestige du sessei, poste souvent traduit par « premier ministre », et qui sert comme conseiller royal en chef. Les candidats à l'adhésion au Conseil des Trois doivent vivre à Shuri, la capitale, et passer des tests à la fois de mérite et de naissance; ils doivent être d'origine aristocratique appropriée, et passer des tests de connaissance de la littérature, de l'éthique et autres sujets classiques chinois. Ces examens sont très semblables à ceux que passent les érudits fonctionnaires (en) en Chine, quoique moins stricts.
Le sanshikan et le sessei, travaillent aux côtés des chefs des divers services administratifs, connus sous le nom de « Conseil des Quinze » lorsqu'ils se rassemblent. Les Quinze informent les responsables de haut rang sur la politique, et formulent des recommandations pour combler les postes vacants dans l'administration.
Le sanshikan est démantelé avec le reste du gouvernement royal lorsque le royaume de Ryūkyū est officiellement annexé par la Japon de l'ère Meiji dans les années 1870. Les membres de la classe aristocratique des Ryūkyū sont autorisés à conserver une partie de leur prestige et de leurs privilèges, mais même les membres du Conseil ne se voient accorder que l'équivalent du sixième rang dans la structure de la cour impériale japonaise.

## Liste desSanshikan

### Non classé
| Nom                                                                         | Durée du mandat | Roi               |
| --------------------------------------------------------------------------- | --------------- | ----------------- |
| Yoasutahemaushikakokauchinoōyakumohi 世アスタヘマウシカ子カウチノ大ヤクモヒ | ?-?             | Shō Shin          |
| Yoasutahemiyaheiōyakumohimaikusakako 世アスタヘミヤ平大ヤクモヒマイクサカ子 | ?-?             | Shō Sei           |
| Yoasutahekauchinoōyakumohitarukako 世アスタヘカウチノ大ヤクモヒタルカ子     | ?-?             | Shō Sei           |
| Yoasutahekusukunoōyakumohimaikusa 世アスタヘクスクノ大ヤクモヒマイクサ      | ?-?             | Shō Sei           |
| Sanshikan Takushi Daijin 三司官沢子大臣                                     | ?-?             | Shō Gen           |
| Mō Bunei Takushi Ueekata Seiri 毛文英 沢岻 親方 盛里                        | ? - 1526        | Shō Shin, Shō Sei |
| Ba Shiryō Kunigami Ueekata Seiin 馬思良 国頭 親方 正胤                      | ?-1537          | Shō Shin, Shō Sei |
| Yō Taikaku Yamauchi Ueekata Shōshin 楊太鶴 山内 親方 昌信                   |                 | Shō Sei           |
| Ma Bodo Ōzato Ueekata Seigyō 麻勃都 大里 親方 盛行                          | ?-1546          | Shō Sei           |
| Go Keigen Kunigami Ueekata Sengen 呉啓元 国頭 親方 先元                     | ?-1549          | Shō Sei           |
| Tō Gensai Kochinda Ueekata Seigu 東元宰 東風平 親方 政供                    | ?-1560          | Shō Sei           |
| In Tatsuro Gusushi Ueekata Yōken 殷達魯 宜寿次 親方 庸憲                    |                 | Shō Sei           |
| Boku Gentoku Ikegusuku Ueekata Shōshi 穆源徳 池城 親方 昌氏                 |                 | Shō Sei, Shō Gen  |
| Ba Juntoku Kunigami Ueekata Seikaku 馬順徳 国頭 親方 正格                   |                 | Shō Gen           |
| Hō Tokushin Ganaha Ueekata Jogen 封徳新 我那覇 親方 助元                    |                 | Shō Sei           |
| Wa Imi Kunigami Ueekata Keimei 和為美 国頭 親方 景明                        | ?-1559          | Shō Sei, Shō Gen  |
| Katsu Kashō Gusukuma Ueekata Shūshin 葛可昌 城間 親方 秀信                  | ?-1559          | Shō Sei, Shō Gen  |
| Mō Ryūgin Aragusuku Ueekata Anki 毛龍唫 新城 親方 安基                      |                 | Shō Gen           |
| Mō Ren Ikegusuku Ueekata Antō 毛廉 池城 親方 安棟                           | ?-1579          | Shō Gen, Shō Ei   |
| Ō Jushō Kunigami Ueekata Seijun 翁寿祥 国頭 親方 盛順                       | ?-1580          | Shō Gen, Shō Ei   |
| Mō Genryū Kunigami Ueekata Seimai 毛元龍 国頭 親方 盛埋                     | 1580-?          | Shō Ei            |
| Kin Kokutei Gushichan Ueekata Nōan 金国鼎 具志頭 親方 能安                  | ?-1593          | Shō Ei, Shō Nei   |
| Mō Ryūbun Tomigusuku Ueekata Seishō 毛龍文 豊見城 親方 盛章                 | 1583-1604       | Shō Ei, Shō Nei   |
| Go Seisai Kunigami Ueekata Senji 呉世済 国頭 親方 先次                      | ?-1599          | Shō Nei           |

### Chūkaban(丑日番)
| Nom                                                         | Durée du mandat | Roi                      |
| ----------------------------------------------------------- | --------------- | ------------------------ |
| Ō Kishō Gusukuma Ueekata Seikyū 翁寄松 城間 親方 盛久       | 1601-1605       | Shō Nei                  |
| Tei Dō Jana Ueekata Rizan 鄭迵 謝名 親方 利山               | 1606-1611       | Shō Nei                  |
| Mō Hōchō Yuntanza Ueekata Seishō 毛鳳朝 読谷山 親方 盛韶    | 1611-1623       | Shō Nei, Shō Hō          |
| Mō Kijin Nakijin Ueekata Sōnō 孟帰仁 今帰仁 親方 宗能       | 1622-1629       | Shō Hō                   |
| Ba Shōren Katsuren Ueekata Ryōkei 馬勝連 勝連 親方 良継     | 1629-1643       | Shō Hō, Shō Ken          |
| Ba Kami Ōsato Ueekata Ryōan 馬加美 大里 親方 良安           | 1643-1652       | Shō Ken, Shō Shitsu      |
| Shō Kokuyō Chatan Ueekata Chōchō 向国用 北谷 親方 朝暢      | 1652-1666       | Shō Shitsu               |
| Mō Kokutō Gushichan Ueekata Antō 毛国棟 具志頭 親方 安統    | 1666-1675       | Shō Shitsu, Shō Tei      |
| Shō Mizai Goeku Ueekata Chōsei 向美材 越来 親方 朝誠        | 1675-1683       | Shō Tei                  |
| Ō Jigi Inamine Ueekata Seihō 翁自儀 稲嶺 親方 盛方          | 1683-1696       | Shō Tei                  |
| Shō Seishun Nakada Ueekata Chōjū 向世俊 仲田 親方 朝重      | 1696-1702       | Shō Tei                  |
| Mō Kiryū Shikina Ueekata Seimei 毛起龍 識名 親方 盛命       | 1702-1712       | Shō Tei, Shō Eki         |
| Ō Jidō Ishadō Ueekata Seifu 翁自道 伊舎堂 親方 盛富         | 1712-1721       | Shō Kei                  |
| Shō Ryūyoku Ufugusuku Ueekata Chōshō 向龍翼 大城 親方 朝章  | 1722-1723       | Shō Kei                  |
| Mō Shōshō Mabuni Ueekata Ansei 毛承詔 摩文仁 親方 安政      | 1723-1725       | Shō Kei                  |
| Mō Heijin Misato Ueekata Anman 毛秉仁 美里 親方 安満        | 1725-1735       | Shō Kei                  |
| Shō Joshū Shikina Ueekata Chōei 向汝楫 識名 親方 朝栄       | 1735-1745       | Shō Kei                  |
| Shō Tokukō Ginowan Ueekata Chōga 向得功 宜野湾 親方 朝雅    | 1745-1750       | Shō Kei                  |
| Mō Kyōken Zakimi Ueekata Seishū 毛恭倹 座喜味 親方 盛秀     | 1750-1752       | Shō Kei                  |
| Ba Genretsu Yonabaru Ueekata Ryōchō 馬元烈 与那原 親方 良暢 | 1752-1754       | Shō Boku                 |
| Ba Sentetsu Miyahira Ueekata Ryōtei 馬宣哲 宮平 親方 良廷   | 1755-1782       | Shō Boku                 |
| Shō Tenteki Ie Ueekata Chōkei 向天廸 伊江 親方 朝慶         | 1782-1801       | Shō Boku, Shō On         |
| Shō Bunryū Kyan Ueekata Chōchō 向文龍 喜屋武 親方 朝昶      | 1801-1805       | Shō On, Shō Sei, Shō Kō  |
| Ba Isai Yonabaru Ueekata Ryōō 馬異才 与那原 親方 良応       | 1805-1820       | Shō Kō                   |
| Ō Kōretsu Ishadō Ueekata Seigen 翁宏烈 伊舎堂 親方 盛元     | 1821-1828       | Shō Kō                   |
| Ba Tokubō Yonabaru Ueekata Ryōkō 馬徳懋 与那原 親方 良綱    | 1828-1848       | Shō Kō, Shō Iku, Shō Tai |
| Mō Zōkō Ikegusuku Ueekata Anyū 毛増光 池城 親方 安邑        | 1848-1862       | Shō Tai                  |
| Shō Yūkō Giwan Ueekata Chōho 向有恒 宜湾 親方 朝保          | 1862-1875       | Shō Tai                  |
| Mō Hōrai Tomikawa Ueekata Seikei 毛鳳来 富川 親方 盛奎      | 1875-1879       | Shō Tai                  |

### Shikaban(巳日番)
| Nom                                                         | Durée du mandat | Roi                     |
| ----------------------------------------------------------- | --------------- | ----------------------- |
| Shō Ritan Urasoe Ueekata Chōshi 向里端 浦添 親方 朝師       | ?-1611          | Shō Nei                 |
| Mō Hōgi Ikegusuku Ueekata Anrai 毛鳳儀 池城 親方 安頼       | 1611-1624       | Shō Nei, Shō Hō         |
| Kin Ōshō Gushichan Ueekata Anshi 金応照 具志頭 親方 安之    | 1624-1627       | Shō Hō                  |
| Mō Taiun Tomigusuku Ueekata Seiryō 毛泰運 豊見城 親方 盛良  | 1627-1642       | Shō Hō, Shō Ken         |
| Shō Kokuki Kunigami Ueekata Chōki 向国噐 国頭 親方 朝季     | 1643-1654       | Shō Ken, Shō Shitsu     |
| Ba Hōki Kanegusuku Ueekata Ryōsei 馬逢熙 兼城 親方 良正     | 1654-1665       | Shō Shitsu              |
| Mō Taiei Inoha Ueekata Seiki 毛泰永 伊野波 親方 盛紀        | 1665-1688       | Shō Shitsu, Shō Tei     |
| Mō Kokuzui Sadoyama Ueekata Anji 毛国瑞 佐渡山 親方 安治    | 1688-1693       | Shō Tei                 |
| Ba Teishun Yonabaru Ueekata Ryōgi 馬廷駿 与那原 親方 良義   | 1693-1694       | Shō Tei                 |
| Mō Kokusei Inoha Ueekata Seihei 毛克盛 伊野波 親方 盛平     | 1694-1699       | Shō Tei                 |
| Ba Teiki Kōchi Ueekata Ryōshō 馬廷噐 幸地 親方 良象         | 1700-1710       | Shō Tei, Shō Eki        |
| Shō Genryō Tajima Ueekata Chōyū 向元良 田島 親方 朝由       | 1710-1716       | Shō Eki, Shō Kei        |
| Mō Ōhō Katsuren Ueekata Seiyū 毛応鳳 勝連 親方 盛祐         | 1716-1719       | Shō Kei                 |
| Shō Wasei Ie Ueekata Chōjo 向和声 伊江 親方 朝叙            | 1720-1745       | Shō Kei                 |
| Shō Kentoku Fukuyama Ueekata Chōken 向倹徳 譜久山 親方 朝見 | 1745-1755       | Shō Kei, Shō Boku       |
| Mō Bunwa Urasoe Ueekata Anzō 毛文和 浦添 親方 安蔵          | 1755-1759       | Shō Boku                |
| Mō Genyoku Ikegusuku Ueekata Anmei 毛元翼 池城 親方 安命    | 1760-1769       | Shō Boku                |
| Ba Kokuki Yonabaru Ueekata Ryōku 馬国噐 与那原 親方 良矩    | 1769-1796       | Shō Boku, Shō On        |
| Ba Kokugi Kōchi Ueekata Ryōtoku 馬克義 幸地 親方 良篤       | 1796-1798       | Shō On                  |
| Mō Kokutō Takehara Ueekata Anshitsu 毛国棟 嵩原 親方 安執   | 1798-1811       | Shō On, Shō Sei, Shō Kō |
| Ba Ōshō Oroku Ueekata Ryōwa 馬応昌 小禄 親方 良和           | 1811-1818       | Shō Kō                  |
| Ō Teitō Tamagusuku Ueekata Seirin 翁廷棟 玉城 親方 盛林     | 1818-1823       | Shō Kō                  |
| Mō Teijō Ikegusuku Ueekata Ankon 毛廷勷 池城 親方 安昆      | 1823-1829       | Shō Kō                  |
| Shō Teikai Ginowan Ueekata Chōkon 向廷楷 宜野湾 親方 朝昆   | 1829-1835       | Shō Kō                  |
| Mō Ishin Kochinda Ueekata Ando 毛惟新 東風平 親方 安度      | 1836-1839       | Shō Iku                 |
| Ba Inchū Oroku Ueekata Ryōkyō 馬允中 小禄 親方 良恭         | 1839-1847       | Shō Iku                 |
| Mō Kōtoku Zakimi Ueekata Seifu 毛恒徳 座喜味 親方 盛普      | 1847-1858       | Shō Tai                 |
| Shō Jorei Fukuyama Ueekata Chōten 向汝礪 譜久山 親方 朝典   | 1858-1871       | Shō Tai                 |
| Shō Rinshi Kawahira Ueekata Chōhan 向麟趾 川平 親方 朝範    | 1871-1873       | Shō Tai                 |
| Mō Yūhi Ikegusuku Ueekata Anki 毛有斐 池城 親方 安規        | 1873-1877       | Shō Tai                 |
| Ba Kensai Yonabaru Ueekata Ryōketsu 馬兼才 与那原 親方 良傑 | 1877-1879       | Shō Tai                 |

### Yūkaban(酉日番)
| Nom                                                         | Durée du mandat | Roi                          |
| ----------------------------------------------------------- | --------------- | ---------------------------- |
| Mō Ryūgin Aragusuku Ueekata Anki 毛龍唫 新城 親方 安基      | ?-?             | Shō Gen                      |
| Ba Ryōsen Urasoe Ueekata Ryōken 馬良詮 浦添 親方 良憲       | ?-1566          | Shō Gen                      |
| Ba Seiei Nago Ueekata Ryōin 馬世栄 名護 親方 良員           | 1566-1592       | Shō Gen, Shō Ei, Shō Nei     |
| Ba Ryōhitsu Nago Ueekata Ryōhō 馬良弼 名護 親方 良豊        | 1592-1614       | Shō Nei                      |
| Mō Keiso Tomigusuku Ueekata Seizoku 毛継祖 豊見城 親方 盛続 | 1614-1622       | Shō Nei, Shō Hō              |
| Shō Kakurei Kunigami Ueekata Chōchi 向鶴齢 国頭 親方 朝致   | 1622-1635       | Shō Hō                       |
| Shō Kakusen Urasoe Ueekata Chōri 向鶴躚 浦添 親方 朝利      | 1636-1638       | Shō Hō                       |
| Shō Hōgen Ginowan Ueekata Seisei 章邦彦 宜野湾 親方 正成    | 1641-1652       | Shō Ken                      |
| Shō Seibun Mabuni Ueekata Chōi 向成文 摩文仁 親方 朝維      | 1654-1670       | Shō Ken, Shō Shitsu, Shō Tei |
| Mō Kokuchin Ikegusuku Ueekata Anken 毛国珍 池城 親方 安憲   | 1670-1690       | Shō Tei                      |
| Mō Kenryū Takehara Ueekata An'i 毛見龍 嵩原 親方 安依       | 1690-1697       | Shō Tei                      |
| Mō Tensō Ikegusuku Ueekata An'i 毛天相 池城 親方 安倚       | 1699-1710       | Shō Tei, Shō Eki             |
| Ba Kenzu Nago Ueekata Ryōi 馬獻図 名護 親方 良意            | 1710-1728       | Shō Eki, Shō Kei             |
| Sai On Gushichan Ueekata Bunjaku 蔡温 具志頭 親方 文若      | 1728-1752       | Shō Kei                      |
| Shō Ketsu Kochinda Ueekata Chōei 向傑 東風平 親方 朝衛      | 1752-1765       | Shō Boku                     |
| Shō Hōten Wakugawa Ueekata Chōkyō 向邦鼎 湧川 親方 朝喬     | 1765-1778       | Shō Boku                     |
| Shō Kōki Fukuyama Ueekata Chōki 向宏基 譜久山 親方 朝紀     | 1778-1798       | Shō Boku, Shō On             |
| Ba Bunzui Yonabaru Ueekata Ryōtō 馬文瑞 与那原 親方 良頭    | 1798-1803       | Shō On, Shō Sei              |
| Mō Kōkoku Sadoyama Ueekata Anshun 毛光国 佐渡山 親方 安春   | 1803-1815       | Shō Kō                       |
| Shō Shōkun Ie Ueekata Chōan 向承訓 伊江 親方 朝安           | 1815-1826       | Shō Kō                       |
| Mō Shikkō Zakimi Ueekata Seichin 毛執功 座喜味 親方 盛珍    | 1826-1836       | Shō Kō                       |
| Shō Kan Kanegusuku Ueekata Chōten 向寛 兼城 親方 朝典       | 1836-1839       | Shō Iku                      |
| Shō Ryōhitsu Kuniyoshi Ueekata Chōshō 向良弼 国吉 親方 朝章 | 1840-1851       | Shō Iku, Shō Tai             |
| Shō Kōkun Sakuma Ueekata Seimō 章鴻勲 佐久真 親方 正孟      | 1852-1854       | Shō Tai                      |
| Shō Tōseki Kōchi Ueekata Chōken 向統績 幸地 親方 朝憲       | 1854-1857       | Shō Tai                      |
| Ba Kokushō Oroku Ueekata Ryōchū 馬克承 小禄 親方 良忠       | 1857-1859       | Shō Tai                      |
| Ba Chōtō Yonabaru Ueekata Ryōkyō 馬朝棟 与那原 親方 良恭    | 1859-1871       | Shō Tai                      |
| Mō Inryō Kamegawa Ueekata Seibu 毛允良 亀川 親方 盛武       | 1871-1872       | Shō Tai                      |
| Shō Kyoken Urasoe Ueekata Chōshō 向居謙 浦添 親方 朝昭      | 1872-1879       | Shō Tai                      |

## Sources
- (en) George H. Kerr, Okinawa : the History of an Island People, Boston, Tuttle Publishing, 2000
- (en) Gregory Smits, Visions of Ryukyu : Identity and Ideology in Early-Modern Thought and Politics, Honolulu, University of Hawai'i Press, 1999